# Вібраційні випробування
Вібраці́йні випро́бування (англ. vibration testing) — випробування об'єкта під час заданої вібрації.

## Загальна інформація
Підвищення надійності при створення нових машин та обладнання є неможливим без проведення вібраційних випробувань як окремих елементів (у тому числі матеріалів, що використовуються), так і устаткування в цілому.
У результаті вібраційних випробувань визначають динамічні характеристики об'єктів випробувань: віброміцність та вібростійкість. Останні дві характеристики тісно пов'язані з поняттям «оцінювання вібронадійності об'єкта».
Вібраційна надійність — властивість об'єкта зберігати за часом в заданих межах значення всіх параметрів, які характеризують здатність виконувати потрібні функції під час дії вібрації та після її припинення.
Випробування на вібраційну міцність дозволяють оцінити спроможність об'єкту зберігати міцність в умовах впливу вібрації та після її припинення.
Випробування на вібраційну стійкість дозволяє оцінити властивість об'єкта при заданій вібрації виконувати потрібні функції та зберігати в межах норм значення параметрів.
Динамічні характеристики (імпеданс, податливість, добротність, жорсткість тощо), які використовуються при проведенні розрахунку коливань складних систем, у багатьох випадках визначаються експериментальним шляхом у вигляді частотних залежностей вібрації вузлів в умовах заданих силових чи кінематичних впливів. Крім цього, порівняння окремих динамічних характеристик, отриманих після серії послідовних вібраційних випробувань одних і тих же об'єктів, використовується для оцінювання їх технічного стану у вібродіагностиці. Основу цієї частини вібраційних випробувань становить експериментальне визначення форм та частот власних коливань виробів.

## Види вібраційних випробувань
Залежно від характеру впливу на об'єкт вібраційні випробування можна розділити на дві групи:
- випробування при гармонічній вібрації (з фіксованою або коливною частотою);
- випробування при стохастичних навантаженнях.

Для забезпечення достовірності оцінок надійності машин в умовах впливу механічних навантажень слід дотримуватись еквівалентності умов випробувань та експлуатації.
Системи для проведення вібраційних випробувань можуть працювати зі стабілізацією режимів випробувань, з програмним навантажуванням чи приводом слідкуючої дії, що забезпечує відтворення невідомого наперед закону зміни контрольованих параметрів.
Крім цього, системи вібраційних випробувань можна розділити за ступенем інтенсивності впливу на об'єкт (нормальні й прискорені), за видом математичного опису динаміки процесів у системах вібростенда й об'єктів випробування (лінійні та нелінійні), за видом функціонального зв'язку між вхідними й вихідними величинами (неперервні й дискретні). Вирішення задач проведення вібраційних випробувань полягає у виборі методів та алгоритмів керування вібростендами, відповідно до мети випробувань, які забезпечують створення необхідних режимів випробувань та контролю при дотриманні усіх обмежень, пов'язаних з динамікою системи.

## Обладнання для вібраційних випробувань
Для проведення вібраційних випробувань необхідно, ґрунтуючись на вимогах до точності відтворення заданого закону збудження коливань, ширини частотного діапазону, амплітуди коливань, маси об'єкту випробувань й економічних показників, зробити вибір обладнання для випробувань, основу якого становлять збуджувачі коливань та прилади для контролю й вимірювання параметрів вібрації. Крім того слід вибрати метод керування віброзбуджувачами, що забезпечувало б достатнє наближення відтворюваного закону коливань до заданих технічних умов.
Збуджувачі коливань, що промислово випускаються розрізняють за характером вібрації, яка відтворюється (лінійної чи кутової, вертикальної чи горизонтальної) та за способом збудження змінного зусилля (електромеханічні, електромагнітні, електродинамічні, п'єзоелектричні, гідравлічні, пневматичні тощо).
Електромеханічні вібростенди можуть бути за типом приведення у дію кривошипно-шатунними, кривошипно-кулісними, ексцентриковими й інерційними.
В електромагнітних збуджувачах (вібростендах) коливання створюються у результаті дії змінного у часі магнітного поля на феромагнітні тіла. Вони характеризуються більшою надійністю, простотою регулювання амплітуди вібрації, однак мають значну масу, яка припадає на одиницю амплітуди генерованого зусилля, що певною мірою обмежує їх застосування для вібраційних випробувань.
Найбільшого поширення набули електродинамічні випробувальні стенди. Коливний рух робочого стола від електродинамічного збуджувача виникає в результаті взаємодії магнітного поля струму рухомої котушки, пов'язаної зі столом, з магнітним полем, що створюється електромагнітом або постійним магнітом. Електродинамічні вібростенди дозволяють відтворювати вібрацію в діапазоні від декількох герц до 10 кГц й вище.
Для отримання вібрації високих частот (понад 20 кГц) слід використовувати п'єзоелектричні віброзбуджувачі коливань, що мають вигляд набору п'єзокерамічних кілець чи пластин, склеєних між собою. Під дією змінної напруги виникає зворотний п'єзоефект та в результаті деформування кільця (пластини) починають коливатись. Сила поштовху п'єзоелектричних віброзбуджувачів є невеликою, томі вони знайшли застосування при випробуваннях об'єктів малої маси.
Гідравлічні віброзбуджувачі створюють коливання робочого органа під впливом змінного тиску, викликаних пульсацією потоку рідини. Для створення автоколивальних гідравлічних віброзбуджувачів є необхідною спеціальна система керування, що забезпечувала б неперервність вертально-поступного руху. Такі віброзбуджувачі призначені для випробування об'єктів з великими габаритами, значної маси за малих частот коливань.
Пневматичні збуджувачі коливань використовують енергію стиснутого повітря. Регулювання амплітуди і частоти (0…500 Гц) коливань здійснюється пневмоклапаном. Такі засоби знайшли застосування при дослідженнях коливань лопаток робочих коліс вентиляторів та компресорів. Робота пневматичних збуджувачів можлива від стандартних промислових пневмосистем. При випробуванні працюючих вентиляторів можна використовувати повітряний потік від вентилятора. Створюване зусилля в цьому випадку обмежується продуктивністю вентилятора, однак у більшості випадків цього досить для випробувань багатьох тонкостінних сталевих зварних та алюмінієвих лопаток робочих коліс вентилятора. У ролі приводу перетворювача тиску (пневмоклапана) можуть бути використані електромагніти і звукові електродинаміки. Автоматизовані системи керування забезпечують синхронну роботу декількох вібровозбуджувачів. Крім безпосереднього впливу пульсуючим потоком на об'єкт випробувань застосовують різноманітні перетворювачі: пневмокамери, мембрани, поршневі системи тощо.
Отже, вібраційне випробувальне устаткування у загальному випадку є стаціонарною динамічною системою, основним принципом якої є відпрацювання вхідного сигналу.
Для забезпечення потрібної точності відтворення вібрацій слід реалізувати комплекс системи слідкування, що складається зі стенда (об'єкт збудження коливань) та автоматизованої системи керування. У цьому випадку можна реалізувати значну кількість методик випробувань, зміна яких зводиться до вибору відповідних програмних модулів керування роботою віброзбуджувача.
Особливі вимоги до точності відтворення вібрацій ставлять у випадку застосування багатокоординатних вібростендів, оскільки їх конструктивне виконання, що суміщає, наприклад збуджувачі лінійних та кутових коливань, вертикальних та горизонтальних вібрацій, обумовлює появу взаємного впливу, для зниження якого використовують спеціальні вузли. При проведенні вібраційних випробувань параметри вібрації, що досліджуються, визначають у контрольній точці, яку обирають або на столі вібростенда поряд з однією з точок кріплення або біля точки кріплення амортизатора, на якому встановлено об'єкт в умовах експлуатації. Оскільки кріпильні пристрої не можуть бути абсолютно жорсткими, то контрольний віброперетворювач слід розміщати у точці з мінімальним впливом резонансу усіх елементів кріпильного пристрою.

## Прилади для вимірювання параметрів вібрації
До параметрів, що підлягають вимірюванню в умовах вібраційних випробувань належать вібропереміщення, віброшвидкість, віброприскорення, а також частоти й фази гармонічних складових.
Типова конструкція віброметра містить віброперетворювач, попередній підсилювач, частотний фільтр та вимірювач амплітуди. Віброперетворювачами можуть слугувати індукційні, індуктивні, тензорезисторні, п'єзоелектричні вимірювальні перетворювачі. До основних вимог, що ставляться до віброперетворювачів належать наступні: резонансна частота віброперетворювача повинна бути вищою від робочого діапазону частот, умови навколишнього середовища мають відповідати умовам експлуатації віброперетворювача.
Деякі конструкції віброперетворювачів містять в одному корпусі чутливий елемент й попередній підсилювач, що підвищує чутливість та завадозахищеність. Попереднє підсилення забезпечує можливість передавання сигналу довгими кабелями до приладів контролю. Частотні фільтри використовують при потребі виділення гармонік вібрації або обмеження діапазону вимірювань за частотою.
Більшість задач по вимірюванню вібрації пов'язані з оцінюванням параметрів коливань складних механічних систем, таких як турбіни, двигуни внутрішнього згоряння тощо. Вимірювання вібрації у таких системах проводиться шляхом аналізу окремих гармонік або вузькосмугових процесів.
Для вирішання задач спектрального аналізу найбільшого поширення набули аналізатори з цифровим фільтруванням, що базуються на використанні алгоритмів швидкого перетворення Фур'є. Використання обчислювальних засобів забезпечує роботу аналізатора у масштабі реального часу. Залежно від особливостей і специфіки вібраційних випробувань можуть використовуватись й інші методи вимірювання параметрів вібрації, наприклад, оптичний (лазерний на основі ефекту Доплера), з використанням відповідних засобів вимірювань, однак ці методи мають вузьку область використання.